# نتائج منتخب السعودية لكرة القدم 2009
فيما يلي تفاصيل ونتائج منتخب المملكة العربية السعودية لكرة القدم في عام 2009.
| التاريخ        | المسابقة                                      | الموقع    | الخصم          | النتيجة                                | الهدافين                                                                              | المدرب       |
| -------------- | --------------------------------------------- | --------- | -------------- | -------------------------------------- | ------------------------------------------------------------------------------------- | ------------ |
| 5 يناير 2009   | كأس الخليج العربي 19                          | الوطية    | قطر            | تعادل 0:0                              |                                                                                       | ناصر الجوهر  |
| 8 يناير 2009   | كأس الخليج العربي 19                          | الوطية    | اليمن          | فوز 6:0                                | ياسر القحطاني 4' مالك معاذ 11', 83' عبد الله الشهيل 18' أحمد عطيف 19' أحمد الموسى 36' | ناصر الجوهر  |
| 11 يناير 2009  | كأس الخليج العربي 19                          | مسقط      | الإمارات       | فوز 3:0                                | ياسر القحطاني 58' عبد الله الزوري 70' أحمد الفريدي 72'                                | ناصر الجوهر  |
| 14 يناير 2009  | كأس الخليج العربي 19                          | مسقط      | الكويت         | فوز 1:0                                | أحمد الفريدي 63'                                                                      | ناصر الجوهر  |
| 17 يناير 2009  | كأس الخليج العربي 19                          | مسقط      | عُمان           | تعادل 0:0 فازت عُمان 6-5 بركلات الترجيح | أحمد الفريدي 63'                                                                      | ناصر الجوهر  |
| 5 فبراير 2009  | مباراة ودية                                   | سنداي     | تايلاند        | فوز 2:1                                |                                                                                       | ناصر الجوهر  |
| 11 فبراير 2009 | تصفيات كأس العالم 2010 – آسيا المرحلة الرابعة | بيونغيانغ | كوريا الشمالية | خسارة 1:0                              |                                                                                       | ناصر الجوهر  |
| 22 مارس 2009   | مباراة ودية                                   | الرياض    | العراق         | تعادل 0:0                              |                                                                                       | جوزيه بيزيرو |
| 28 مارس 2009   | تصفيات كأس العالم 2010 – آسيا المرحلة الرابعة | طهران     | إيران          | فوز 2:1                                | نايف هزازي 79' أسامة المولد 87'                                                       | جوزيه بيزيرو |
| 1 أبريل 2009   | تصفيات كأس العالم 2010 – آسيا المرحلة الرابعة | الرياض    | الإمارات       | فوز 3:2                                | عبده عطيف 4' (ركلة.) فارس جمعة 70' (ه.ذ.) نايف هزازي 85'                              | جوزيه بيزيرو |
| 26 مايو 2009   | مباراة ودية                                   | الدوحة    | قطر            | خسارة 2:1                              |                                                                                       | جوزيه بيزيرو |
| 4 يونيو 2009   | مباراة ودية                                   | تيانجين   | الصين          | فوز 4:1                                | ياسر القحطاني 7'محمد نور 44' نايف هزازي 74'ناصر الشمراني 88' (ركلة.)                  | جوزيه بيزيرو |
| 10 يونيو 2009  | تصفيات كأس العالم 2010 – آسيا المرحلة الرابعة | سول       | كوريا الجنوبية | تعادل 0:0                              |                                                                                       | جوزيه بيزيرو |
| 17 يونيو 2009  | تصفيات كأس العالم 2010 – آسيا المرحلة الرابعة | الرياض    | كوريا الشمالية | تعادل 0:0                              |                                                                                       | جوزيه بيزيرو |
| 12 أغسطس 2009  | مباراة ودية                                   | صلالة     | عُمان           | خسارة 2:1                              |                                                                                       | جوزيه بيزيرو |
| 30 أغسطس 2009  | مباراة ودية                                   | الرياض    | ماليزيا        | فوز 2:1                                | مالك معاذعبد اللطيف الغنام                                                            | جوزيه بيزيرو |
| 5 سبتمبر 2009  | تصفيات كأس العالم 2010 – آسيا المرحلة الرابعة | المنامة   | البحرين        | تعادل 0:0                              |                                                                                       | جوزيه بيزيرو |
| 9 سبتمبر 2009  | تصفيات كأس العالم 2010 – آسيا المرحلة الرابعة | الرياض    | البحرين        | تعادل 2:2                              | ناصر الشمراني 13' حمد المنتشري 90+1'                                                  | جوزيه بيزيرو |
| 14 أكتوبر 2009 | مباراة ودية                                   | رادس      | تونس           | فوز 1:0                                |                                                                                       | جوزيه بيزيرو |
| 14 نوفمبر 2009 | مباراة ودية                                   | السعودية  | روسيا البيضاء  | تعادل 1:1                              |                                                                                       | جوزيه بيزيرو |